# 教堂广场

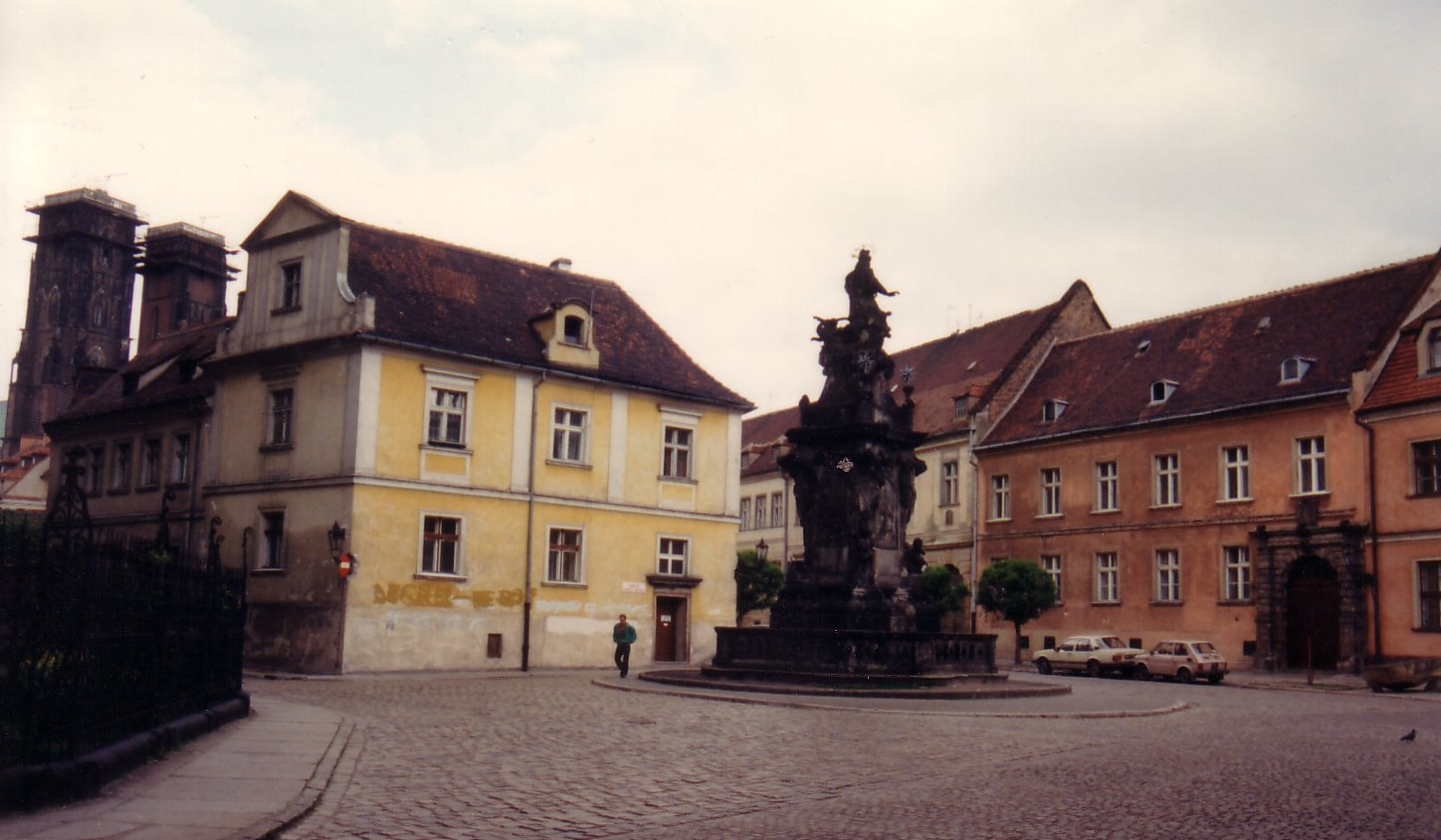
教堂广场

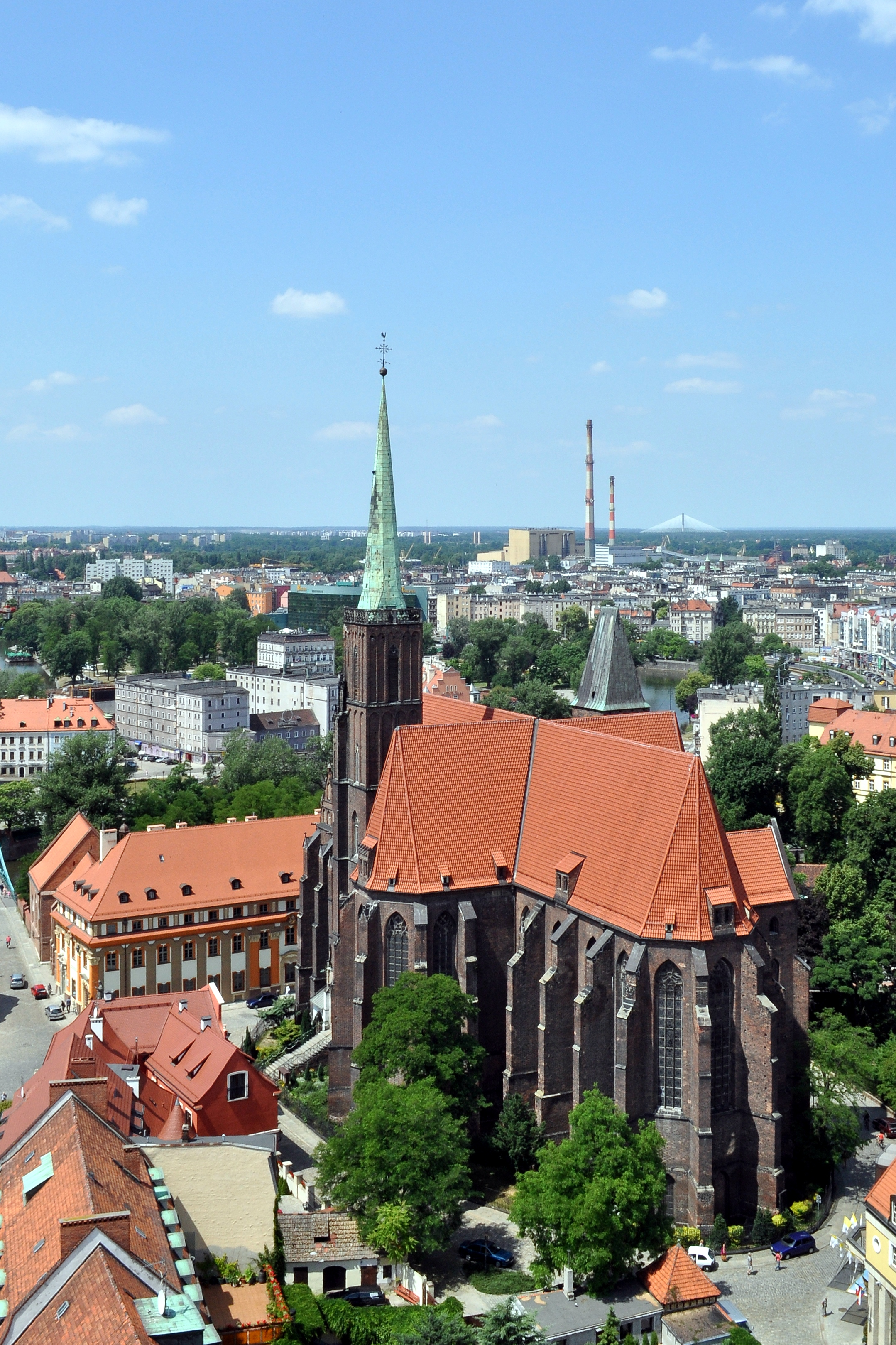
教堂广场

教堂广场（波兰语：Plac Kościelny we Wrocławiu；德语：An der Kreuzkirche）是弗罗茨瓦夫的一个广场，位于旧城区的座堂岛。
教堂广场上有以下保护文物：
- 圣十字堂（Kolegiata Świętego Krzyża i św. Bartłomieja we Wrocławiu），1962年公布[2]
- 臬玻穆的若望纪念碑（Pomnik św. Jana Nepomucena na Ostrowie Tumskim），1949年公布[3]
- 堂区住宅[4]

广场附近：
- 孤儿院，1949年公布[5]
- 圣十字堂的堂区住宅，1962年公布[5]
- 弗罗茨瓦夫大学植物园，1974年公布[3]
- kanonia kapituły ，1962年公布[5]
- 皮亚斯特城堡的遗迹，包括圣母院修女院和学校建筑（圣安妮高中，1891年），1962年公布[6]

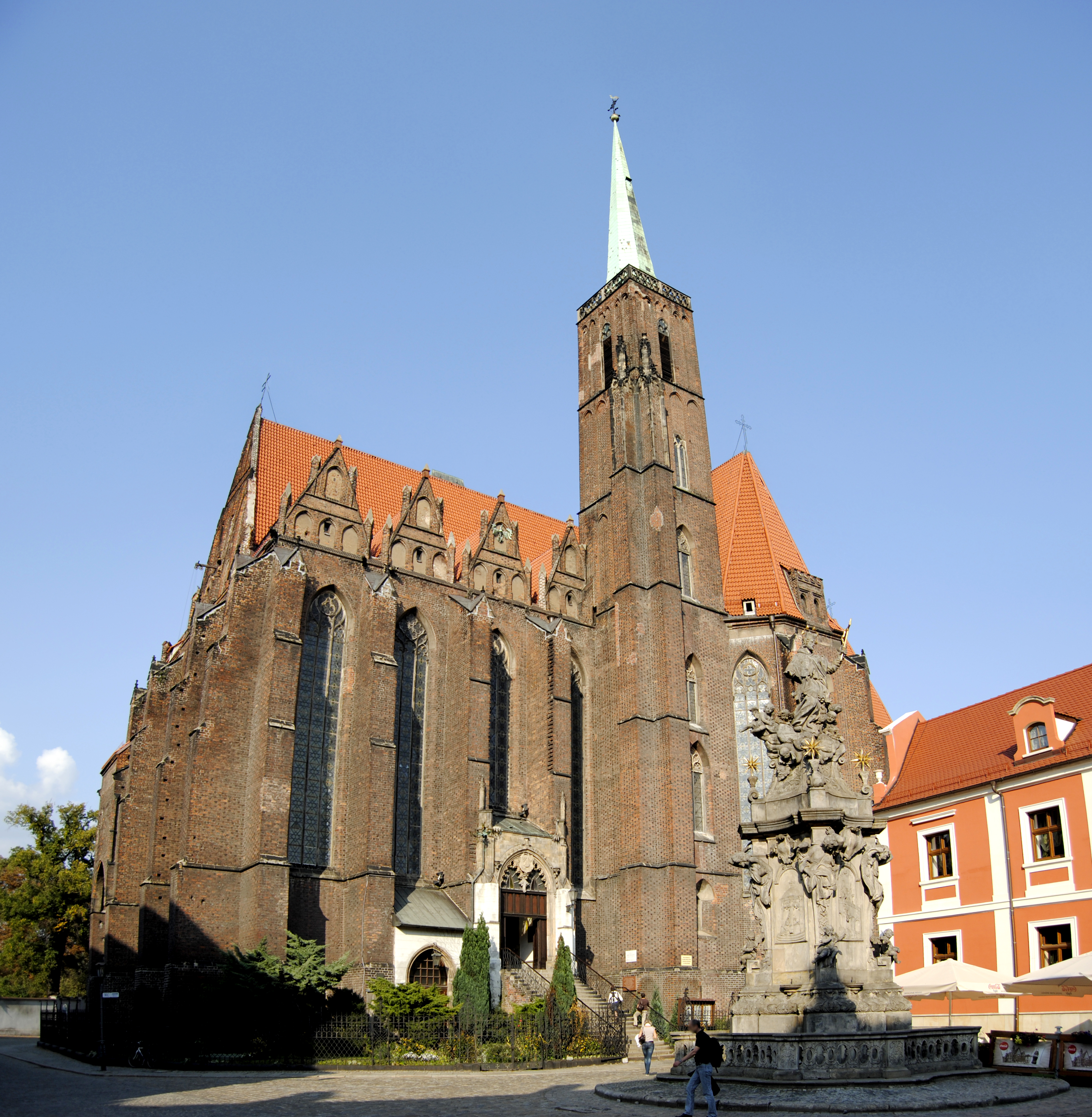
圣十字堂
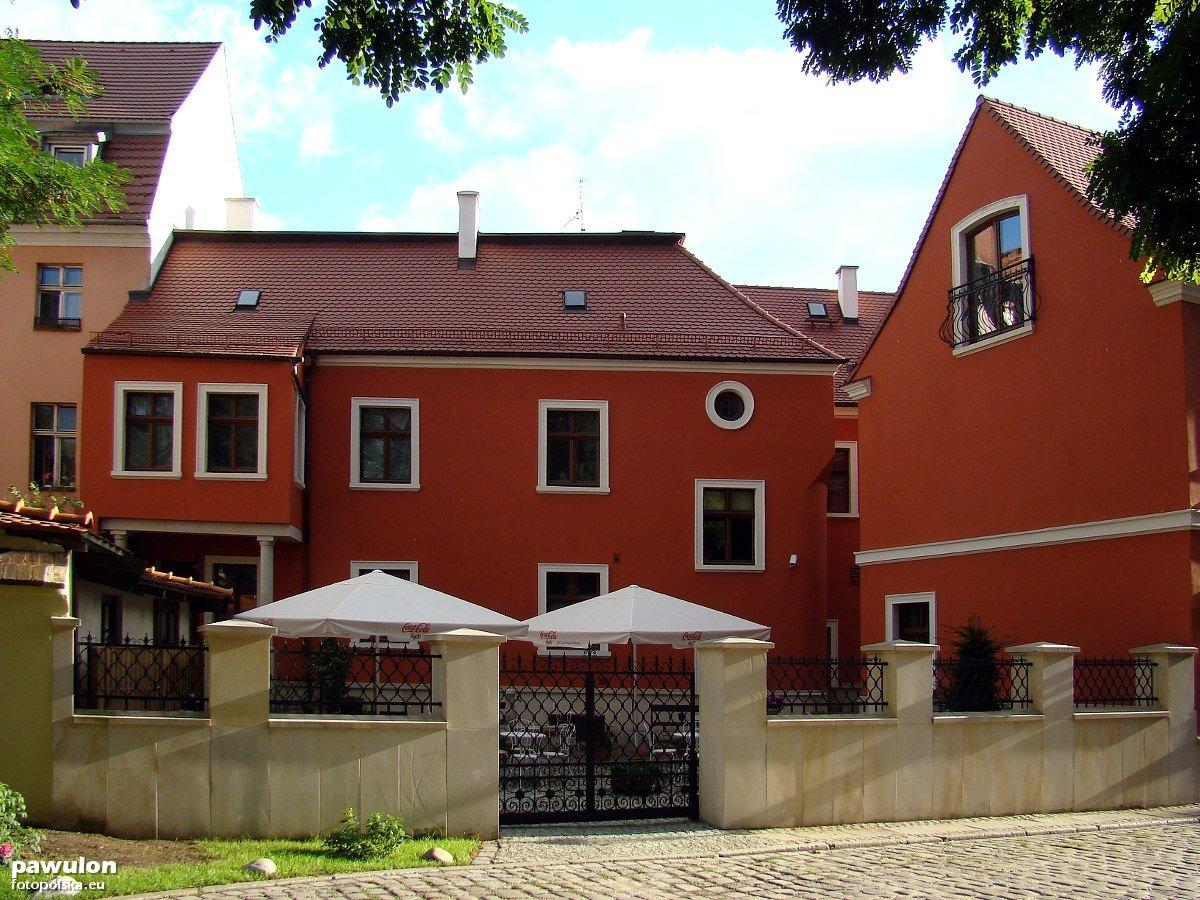
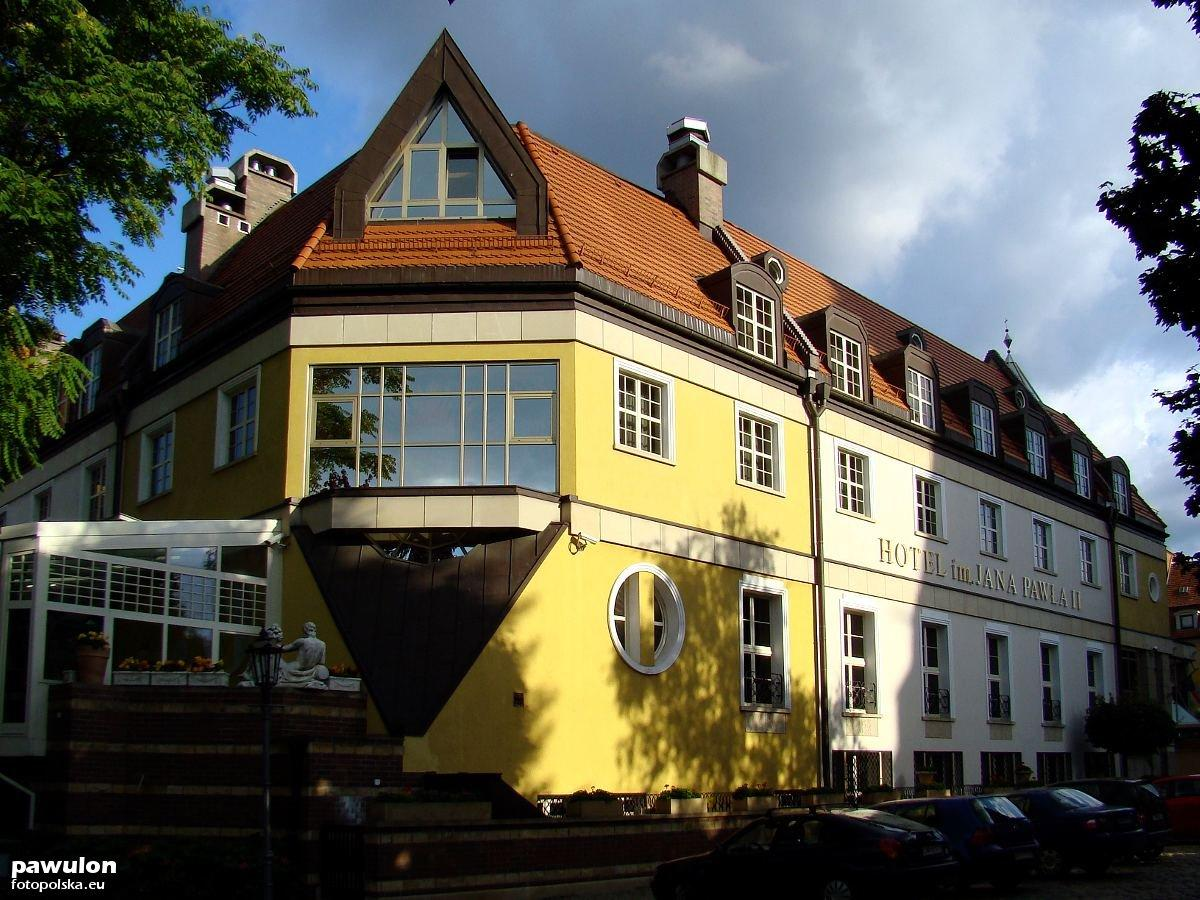
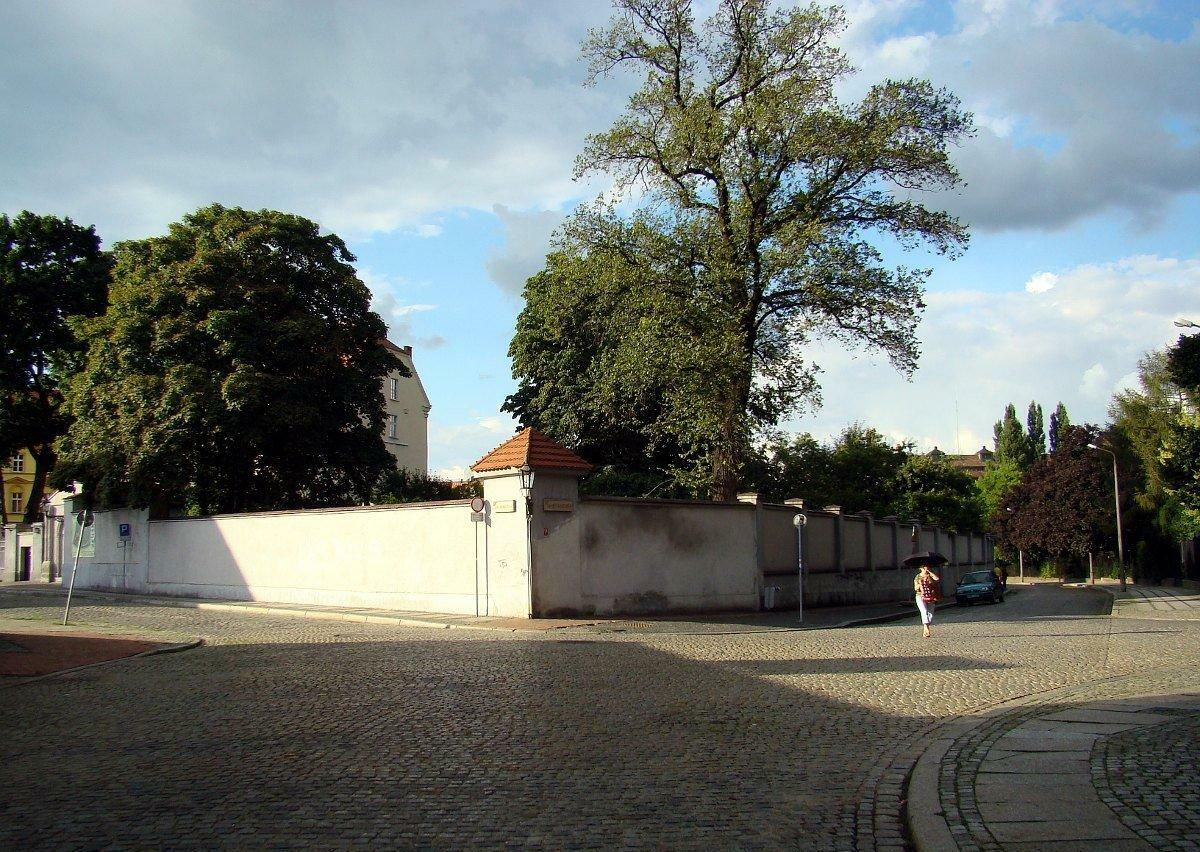